# Podocnemis
Podocnemis là một chi rùa nước, thường được gọi là rùa sông Nam Mỹ, thuộc họ Podocnemididae. Chi này bao gồm 6 loài còn tồn tại, thường được tìm thấy ở vùng nhiệt đới Nam Mỹ. Có 4 loài khác chỉ được biết đến qua các hóa thạch. Loài rùa này có mũi giống lợn nhưng không có quan hệ họ hàng gần với loài rùa mũi lợn.

## Các loài
- Podocnemis erythrocephala (Spix, 1824)
- Podocnemis expansa (Schweigger, 1812)
- Podocnemis lewyana A.H.A. Duméril, 1852
- Podocnemis sextuberculata Cornalia, 1849
- Podocnemis unifilis Troschel, 1848
- Podocnemis vogli L. Müller, 1935

Lưu ý: Một nguồn tham khảo danh pháp hai phần trong ngoặc đơn cho biết loài này ban đầu được mô tả trong một chi khác ngoài Podocnemis.

### Hóa thạch
Bốn loài sau đây đã tuyệt chủng, tất cả đều được tìm thấy từ các trầm tích Neogen ở Nam Mỹ:
- †Podocnemis bassleri
- †Podocnemis medemi [1]
- †Podocnemis pritchardi [1]
- †Podocnemis tatacoensis Cadena & Vanegas, 2023. [2]

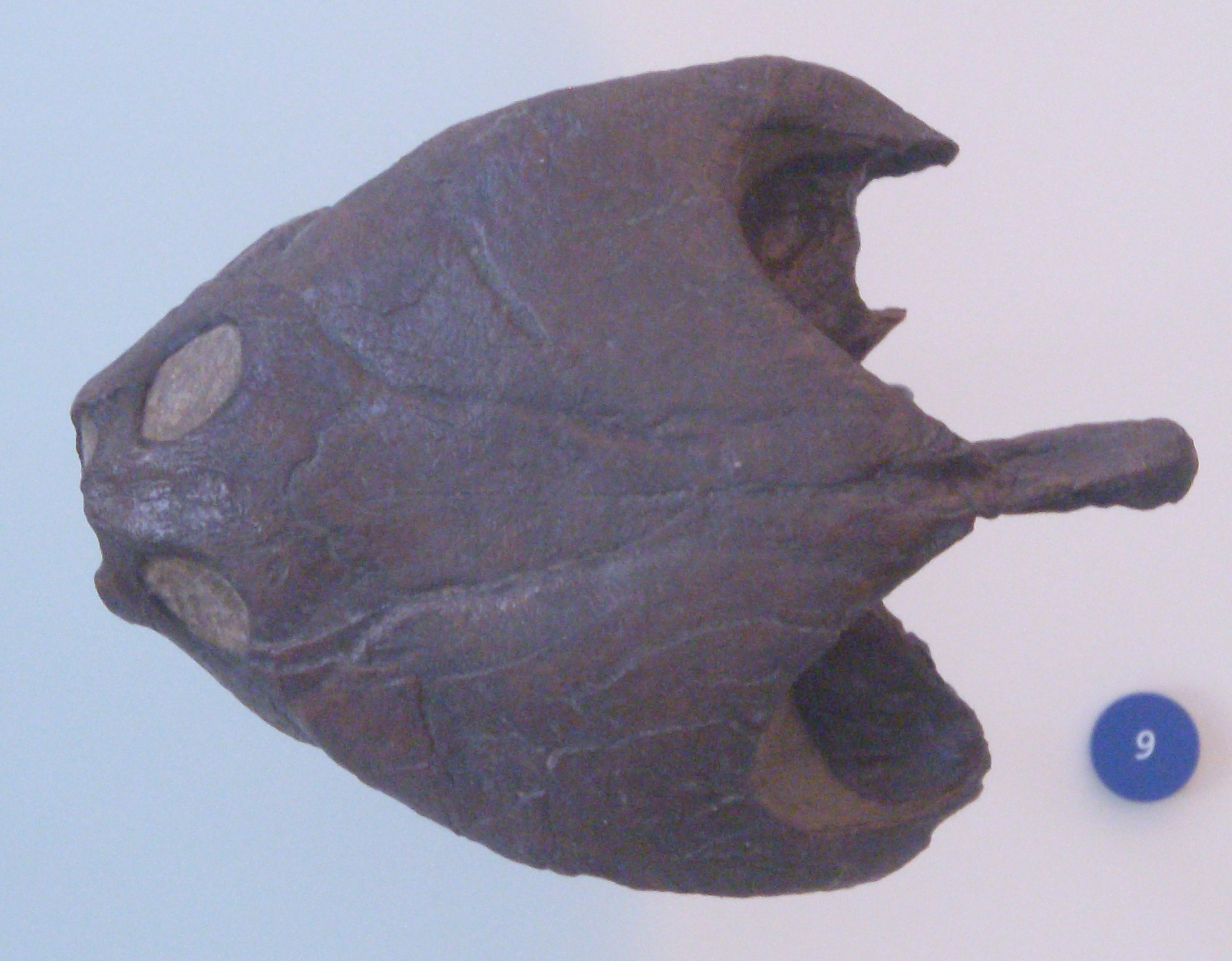
Bản đúc hộp sọ của loài đã tuyệt chủng P. bassleri (AMNH 1662)

Loài "Podocnemis" parva Haas, 1978 thuộc kỷ Phấn trắng muộn ( Cenomanian), dựa trên các di tích còn lại từ Bờ Tây, hiện được gán cho Algorachelus, với tên gọi là A. parvus .